# Mirko Pavličević
Mirko Pavličević (20. listopada 1965.), je bivši hrvatski nogometni reprezentativac. 

## Reprezentativna karijera
Za hrvatsku reprezentaciju Pavličević je po prvi put nastupio u travanj 1994. u prijateljskoj utakmici protiv Slovačke. 